# 판드로세이온
판드로세이온 (고대 그리스어: Πανδρόσειον, Panderoseion)은 그리스 아테네 아크로폴리스에 위치한 성역이다. 판드로세이온은 아테나 여신의 첫 번째 여사제로 여겨졌던 케크롭스 1세의 딸 판드로수스 (Pandrosus)에게 바쳐졌다. 아테네 신화의 중심지인 아크로폴리스 고원 북쪽에 위치하며, 동쪽으로는 에레크테이온, 남쪽으로는 옛 아테나 신전과 인접해 있다.
이곳에는 대지의 수호신인 제우스 헤르케이오스의 동상이 있었고, 아테나가 포세이돈을 물리치고 아티키를 차지한 후 아테네에 선물한 것으로 전해지는 올리브나무도 심어져 있었다.
판드로세이온은 부분 내벽으로 둘러싸인 직사각형 중정의 구조를 취했다. 발굴조사 결과 가장 오래된 유적의 연대는 미케네 시대로 거슬러 올라갔다. 이슬의 여신 판드로수스(고대 그리스어: Πανδρόσος)와 또 다른 다산의 여신 탈로 (Θαλλώ,  Thallo, 꽃을 옮기는 자)가 숭배 대상이 되었다.

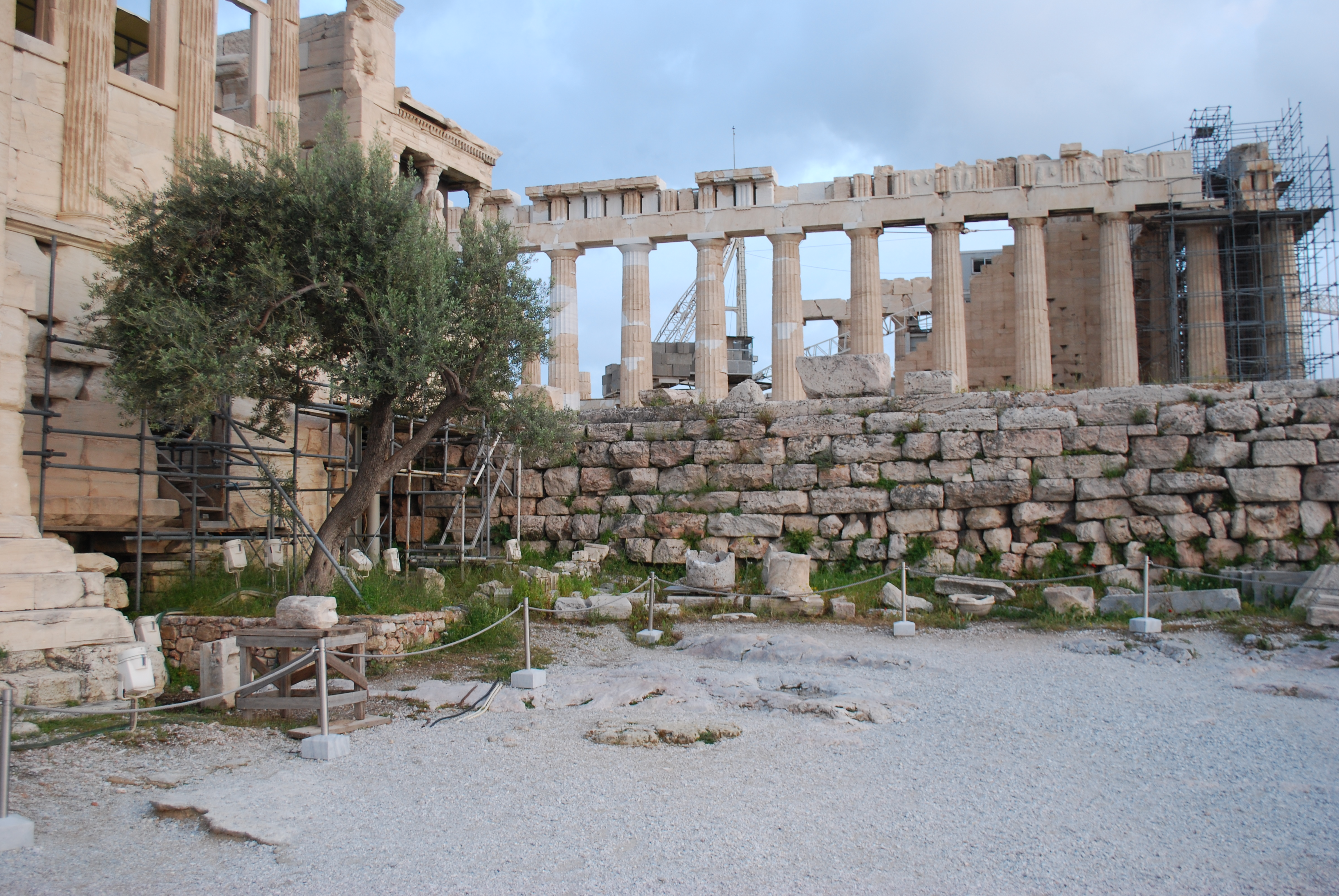
판드로세이온의 테메노스에 심어진 올리브나무.

## 상세

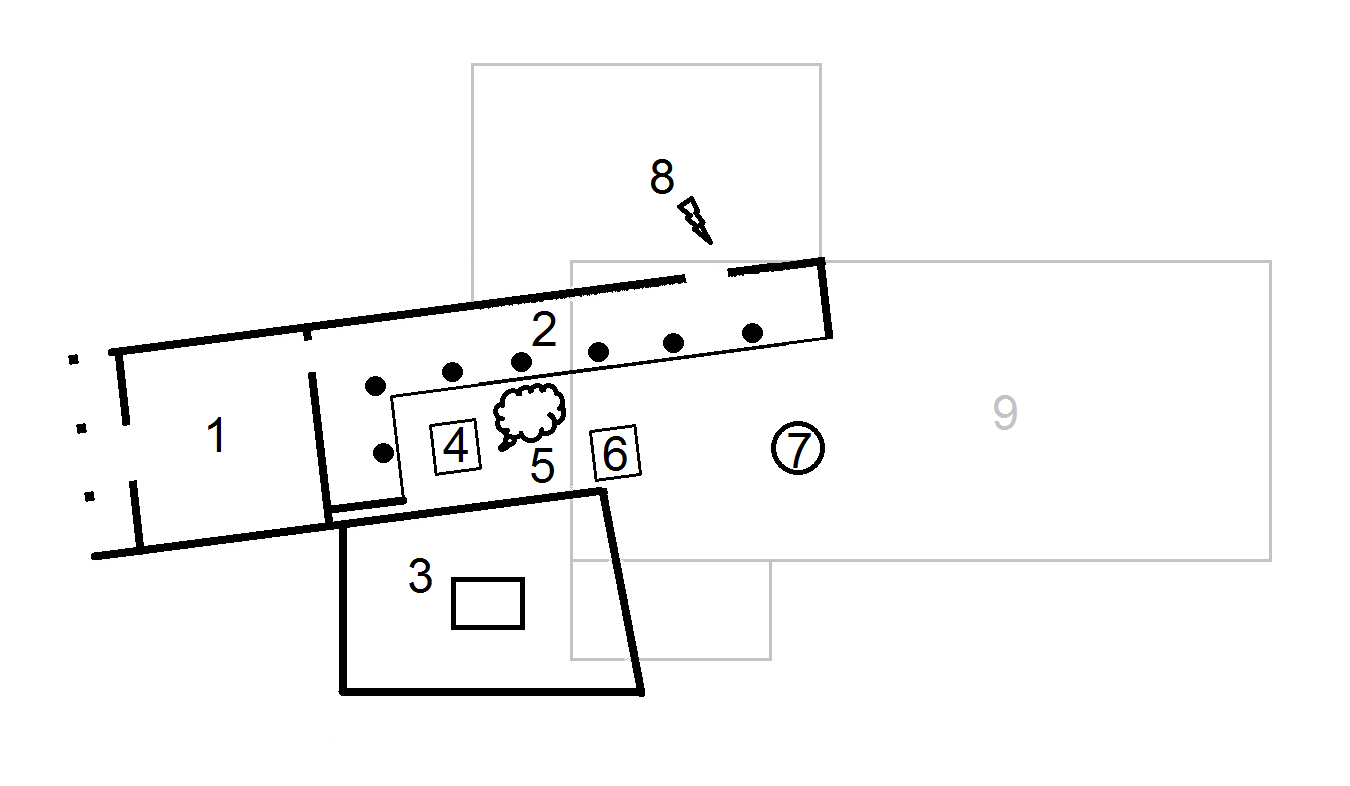
판드로세이온의 평면도 (1 - 판드로수스 신전, 2 - 스토아, 3 - 판드로세이온/케크로피온, 4 - 제우스의 제단, 5 - 신성한 올리브 나무, 6 - 포세이돈의 딸 탈라사, 7 - 스토미온, 8 - 포세이돈의 삼지창, 9 - 훗날 에레크테이온이 자리잡는 위치)

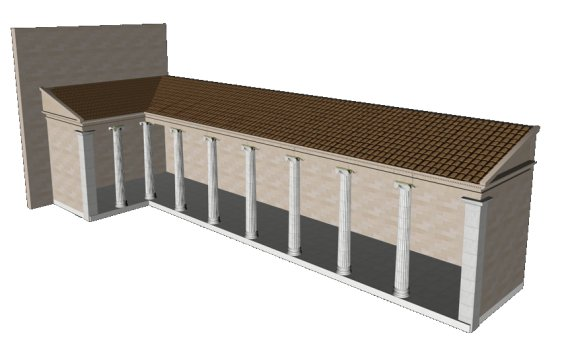
기원전 5세기 판드로세이온의 스토아를 3D로 복원한 이미지

판드로시우스 신전은 테메노스의 서쪽에 있었다. 건물의 규모는 약 6.50 × 6.50m로, 오늘날에는 그 모습이 거의 남아 있지 않다. 신전 뒷문은 약 16m 길이의 이오니아식 L자형 현관으로 이어졌는데, 이 현관은 성소 안뜰의 서쪽과 북쪽을 막고 있었다. 안뜰 남쪽에는 케크롭스 1세의 무덤이 있었다. 원래는 능으로 덮여 있었을 것으로 추정되지만, 나중에는 사다리꼴 벽으로 둘러싸이게 되었다.
안뜰에는 제우스 헤르케이오스(저택의 수호신)를 위한 제단이 있었습니다. 아테나가 창을 땅에 꽂았던 자리에는 신성한 올리브 나무가 심어졌다. 기원전 480년 아테네가 페르시아군에 파괴되면서 이 신전과 올리브나무는 불에 탔지만, 바로 다음 날 2큐빗 길이의 새순이 돋아났다고 한다. 이 때문에 올리브 나무는 아테네의 불패를 상징하는 것으로 여겨져 왔다. 오늘날 이곳에 자라고 있는 올리브 나무는 1900년경 그리스 왕비인 프로이센 왕녀 조피가 심은 것이다.
포세이돈의 삼지창이 있던 구덩이에는 소금물이 고여 있었다고 전해지는데 그 위치는 정확히 알 수 없다. 이곳은 포세이돈의 소금 바다, 에렉테우스의 소금 바다, 또는 에렉테이스라고도 불렸다. 에렉테우스의 무덤은 테메노스의 동쪽에 위치해 있었다. 여기에서는 신성한 산뱀이 발견되었다고 한다. 안뜰의 남쪽 경계는 옛 아테나 신전의 계단식 벽으로 막혀 있었다. 포르티코의 북쪽 뒷벽에 있는 문은 삼지창의 표식이 있는 바위로 이어졌는데, 포세이돈이 그곳에 삼지창을 땅에 꽂았다고 전해진다. 또한 제우스가 에렉테우스를 죽였을 때 벼락을 쳐서 바위에 표식이 생겼다는 전설도 있다.
신전은 기원전 480년 한차례 파괴된 뒤 곧바로 재건되었다. 기원전 421년경에는 에렉테이온 건설이 시작되었는데, 에렉테이온의 서쪽 부분이 판드로세온의 동쪽 부분을 덮는 형태였다. 판드로세온의 테메노스는 새 건물로 합쳐져 현재는 에렉테이온의 일부처럼 보인다. 이 시기에 성소의 안뜰은 외부와 차단되었다.

## 참고 문헌
- Wilhelm Dörpfeld : Erechtheion. Zeichnungen und Bearbeitung von Hans Schleif., Berlin 1942 (online)
- Brian de Jongh, Griechenland, Prestel, Munich, 1974. ISBN 3-7913-0042-3 p. 43–47
- Richard Speich: Südgriechenland. Kunst- und Reiseführer, Band 1 Athen, Attika, Böotien, Phokis, Phthiotis und Euböa. Stuttgart u. a. (Kohlhammer) 1978, ISBN 3-17-004690-X, p. 99
- Baedeker-Allianz-Reiseführer: Athen. 8. Auflage. Karl Baedeker, Ostfildern 2002, ISBN 3-87504-133-X, p. 78–79.

## 같이 보기
- 아르헤포레스의 집

틀:아테네 아크로폴리스